# 투키 부키
《투키 부키》(Touki Bouki, Journey Of The Hyena)는 세네갈에서 제작된 지브럴 좁 맘베티 감독의 1973년 드라마 영화이다. 아미나타 펄 등이 주연으로 출연하였다. 1973년 칸 영화제, 제8회 모스크바 국제영화제에서 상영되었다.
이 영화는 2008년 월드 시네마 재단에 의해 Cineteca di Bologna / L’Immagine Ritrovata Laboratory에서 복원되었다.

## 출연

### 주연
- 아미나타 펄
- 마레메 니앙
- 마가예 니앙